# Шандор Рожньої
Шандор Рожньої (угор. Rozsnyói Sándor; 24 листопада 1930, Залаегерсег, Угорщина — 2 вересня 2014, Сідней, Австралія) — угорський легкоатлет, срібний призер Олімпійських ігор (1956) в бігу на 3000 метрів з перешкодами; чемпіон Європи (1954) у бігу на 3000 метрів з перешкодами; 2-разовий чемпіон Угорщини (1954 1955); чемпіон Австрії (1958).

## Біографія
Народився 24 листопада 1930 року в Залаегерсезі (Угорщина).
Шандор Рожньої — перший рекордсмен світу в бігу на 3000 метрів з перешкодами. До 1954 року в цій легкоатлетичній дисципліні офіційно не фіксувалися найвищі досягнення, оскільки не були чітко обумовлені перешкоди і їхня кількість. Коли правила встановили, за світовий рекорд взяли кращий результат, показаний Рожньоі на чемпіонаті Європи 1954 року — 8 хвилин 49,6 секунди.
У наступні кілька місяців рекорд неодноразово переписувався. Угорський легкоатлет ще раз поліпшив найвище досягнення 16 вересня 1956 року в Будапешті — 8 хвилин 35,6 секунди.
Після Олімпіади-1956 через придушення антикомуністичної революції в Угорщині Рожньої емігрував до Австрії і став чемпіоном цієї країни в бігу на 5000 метрів. Угорська федерація легкої атлетики відмовилася видати йому дозвіл на виступи під прапором Австрії, і тоді Рожньої вирішив завершити кар'єру. Його австрійський національний рекорд на дистанції 5000 м був побитий тільки в 1971 році.
З 1960 року був тренером олімпійської збірної Австрії. У 1964 році емігрував до Австралії, де працював учителем фізкультури і тренером з тенісу.
Помер 2 вересня 2014 року в Австралії.